# Veřechov
Veřechov je vesnice, část města Horažďovice v okrese Klatovy v Plzeňském kraji. Nachází se asi čtyři kilometry jižně od Horažďovic. Veřechov je také název katastrálního území o rozloze 4,52 km².

## Historie
První písemná zmínka o vesnici pochází z roku 1318.

## Obyvatelstvo
| Rok            | 1869 | 1880 | 1890 | 1900 | 1910 | 1921 | 1930 | 1950 | 1961 | 1970 | 1980 | 1991 | 2001 | 2011 | 2021 |
| -------------- | ---- | ---- | ---- | ---- | ---- | ---- | ---- | ---- | ---- | ---- | ---- | ---- | ---- | ---- | ---- |
| Počet obyvatel | 303  | 299  | 272  | 274  | 286  | 288  | 273  | 216  | 209  | 203  | 153  | 138  | 128  | 110  | 101  |
| Počet domů     | 37   | 41   | 43   | 45   | 47   | 49   | 54   | 55   | 50   | 49   | 45   | 49   | 51   | 52   | 55   |

## Obecní správa
Při sčítání lidu v letech 1850–1979 Veřechov byl samostatnou obcí, se kterým patřil nejprve do okresu Strakonice, ale v roce 1950 v okrese Horažďovice a od roku 1960 v okrese Klatovy. Od 1. ledna 1980 je částí města Horažďovice v okrese Klatovy. V letech 1850–1920 k obci patřilo Svaté Pole a od 1. července 1975 do 31. prosince 1979 také Boubín.

## Další fotografie

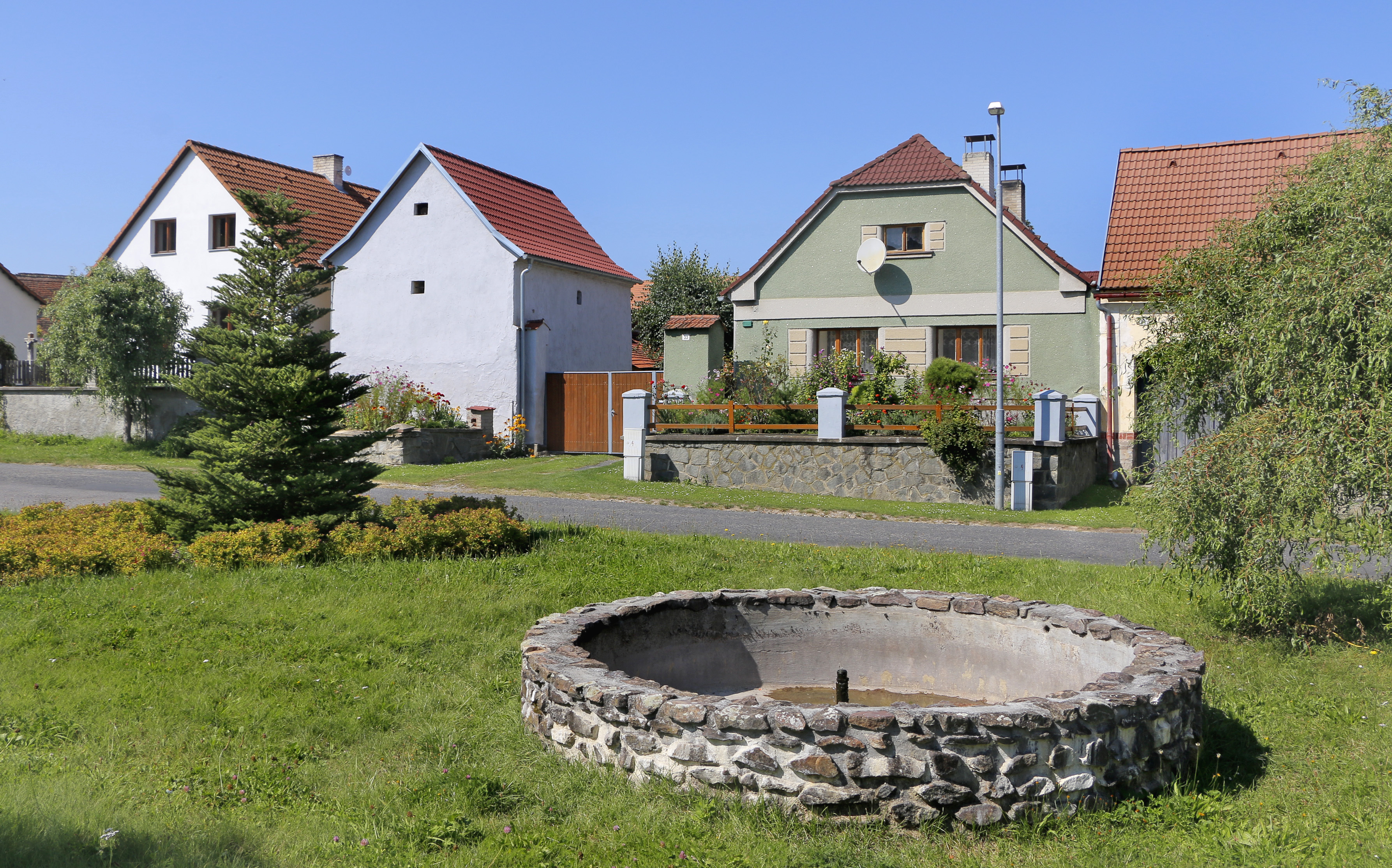
Náves s kašnou
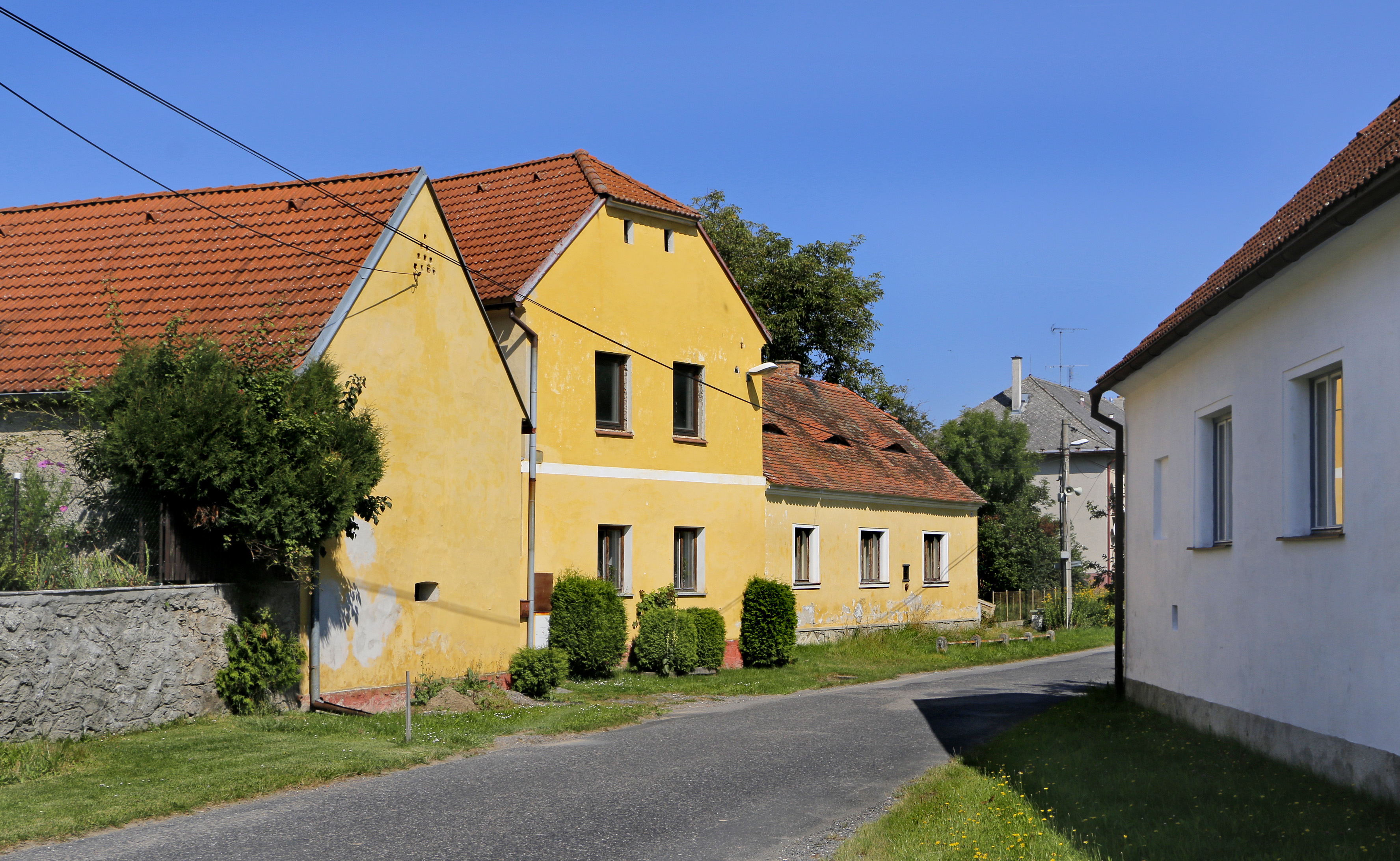
Východní část vsi
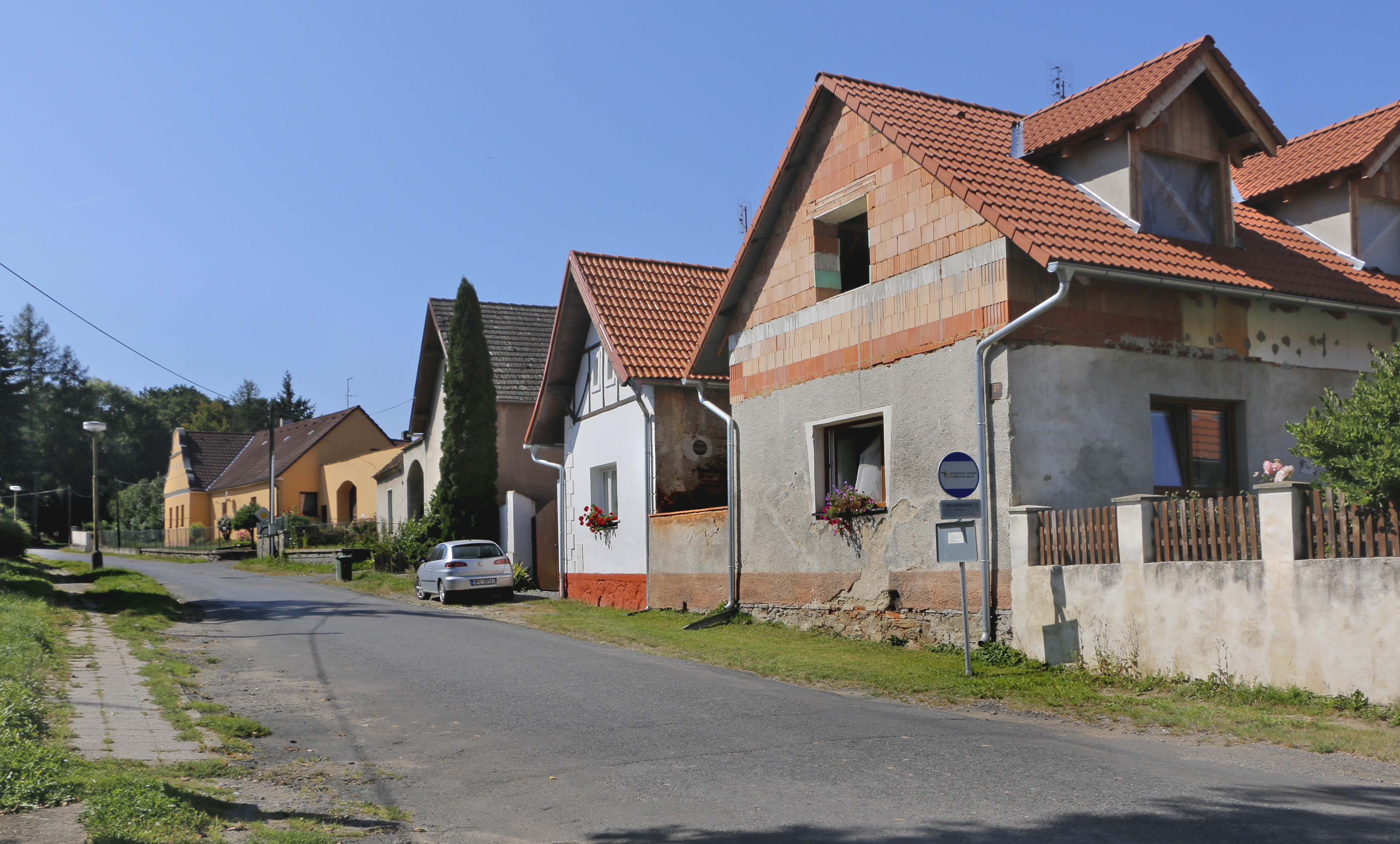
Autobusová zastávka